# Zabrđe (gmina Kotor Varoš)
Zabrđe (cyr. Забрђе) – wieś w Bośni i Hercegowinie, w Republice Serbskiej, w gminie Kotor Varoš. W 2013 roku liczyła 482 mieszkańców.